# ¡Se armó el belén!
¡Se armó el belén! és una pel·lícula espanyola dirigida i escrita per José Luis Sáenz de Heredia, estrenada el 23 de març de 1970.

## Sinopsi
Es tracta d'una pel·lícula coral d'humor absurd comandada per un sacerdot de barri que ven tot a la seva església per a modernitzar-se, amb un guió replet de situacions d'humor, basades en la dificultat d'un capellà per a atreure a la gent i la idea d'aconseguir-lo a través de la representació d'un Betlem vivent.

## Rodatge
El rodatge de la pel·lícula va tenir com a antecedent la clausura uns anys abans del Concili Vaticà II en 1965. Els plans exteriors es van rodar a Madrid i els interiors als Estudios Roma, també a Madrid. El personatge de Martínez Soria ha estat descrit com a «entranyable».

## Repartiment
El repartiment està format per:
- Paco Martínez Soria, com Don Mariano.
- Germán Cobos, com don José.
- Irán Eory, com Cari.
- Julia Caba Alba, com Doña Joaquina.
- Manuel Alexandre, com Leandro.
- Angel de Andrés, com arquitecte-decorador.
- Francisco Guijar, com Andrés.
- Rosa Fontana, com Maruja.
- José Sepúlveda, com amo de magatzem
- Carmen Martínez Sierra, com Doña Lupe.
- Antonio del Real, com espectador.
- Erasmo Pascual, com Marcelino.
- Marisa Porcel, com senyora.
- Juan Manuel Chiapella, com home raonable.
- Fernando Nogueras, com pare Ramírez.
- Valentín Tornos, com Genaro.
- Rafael López Somoza, com Sebas.
- Jesús Guzmán, com Agustín.
- Javier Loyola, com Emilio.

## Premis
Als Premis del Sindicat Nacional de l'Espectacle de 1969 va guanyar el premi al millor equip artístic.